# Wayne, West Virginia
Wayne är administrativ huvudort i Wayne County i West Virginia i USA. Enligt 2010 års folkräkning hade Wayne 1 413 invånare.